# Ваге Нильсен, Йоаким
Йоаким Воге Нильсен (норв. Joakim Våge Nilsen; 24 апреля 1991, Бёмлу, Норвегия) — норвежский футболист, защитник клуба «Одд».

## Клубная карьера

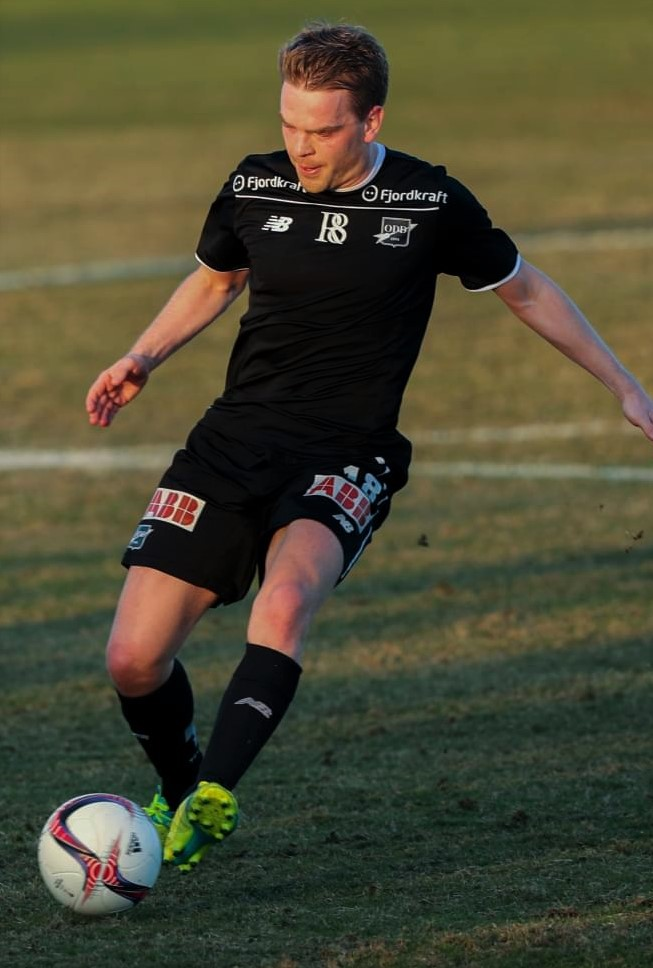
Нильсен в составе «Одда»

Нильсен начал профессиональную карьеру в клубе «Хёугесунн». В 2007 году он дебютировал за основной состав в Первом дивизионе. Спустя два года Йоаким помог команде выйти в элиту. 13 марта 2010 года в матче против «Бранна» он дебютировал в Типпелиге. 21 марта в поединке против «Стрёмсгодсета» Нильсен забил свой первый гол за «Хёугесунн».
В начале 2016 года Нильсен перешёл в «Одд». 20 марта в матче против «Бранна» он дебютировал за новую команду. 24 апреля в поединке против «Лиллестрёма» Йоаким забил свой первый гол за «Одд».